# NGC 6370
NGC 6370 este o galaxie seyfert de tip 2⁠(d) situată în constelația Dragonul. A fost descoperită în 19 aprilie 1885 de către Lewis A. Swift. Se află la o distanță de 115,92 megaparseci de Pământ.